# Coupe des clubs champions de l'océan Indien 2015
Navigation
Édition précédente Édition suivante
La Coupe des clubs champions de l'océan Indien 2015 est la cinquième édition de la compétition organisée par l'Union des fédérations de football de l'océan Indien. Elle oppose six clubs provenant des Comores, de Madagascar, de Maurice, de Mayotte, de La Réunion et des Seychelles.

## Clubs qualifiés
- Cercle de Joachim SC  - Champion de Maurice 2013-2014
- Saint-Pauloise FC  - Champion de La Réunion 2014
- Coin Nord de Mitsamiouli  - Vice-champion des Comores 2014
- CNAPS Sport  - Champion de Madagascar 2014
- FC Mtsapéré  - Champion de Mayotte 2014
- La Passe Football Club  - Vice-champion des Seychelles 2014

## Phase de poules

### Poule A
La phase préliminaire de la Zone A s'est déroulée aux Comores.      
| Rang | Équipe                   | Pts | J | G | N | P | Bp | Bc | Diff |  | Résultats (▼ dom., ► ext.) |  | \|  |     |
| ---- | ------------------------ | --- | - | - | - | - | -- | -- | ---- |  | -------------------------- |  | --- | --- |
| 1    | CNAPS Sport              | 6   | 2 | 2 | 0 | 0 | 11 | 1  | +10  |  | CNAPS Sport                |  | 4-0 | 7-1 |
| 2    | FC Mtsapéré              | 1   | 2 | 0 | 1 | 1 | 0  | 4  | -4   |  | FC Mtsapéré                |  |     | 0-0 |
| 3    | Coin Nord de Mitsamiouli | 1   | 2 | 0 | 1 | 1 | 1  | 7  | -6   |  | Coin Nord de Mitsamiouli   |  |     |     |

### Poule B
| Rang | Équipe                 | Pts | J | G | N | P | Bp | Bc | Diff |  | Résultats (▼ dom., ► ext.) |  |     |     |
| ---- | ---------------------- | --- | - | - | - | - | -- | -- | ---- |  | -------------------------- |  | --- | --- |
| 1    | Saint-Pauloise FC      | 6   | 2 | 2 | 0 | 0 | 2  | 0  | +2   |  | Saint-Pauloise FC          |  | 1-0 | 1-0 |
| 2    | La Passe Football Club | 3   | 2 | 1 | 0 | 1 | 2  | 2  | 0    |  | La Passe Football Club     |  |     | 2-1 |
| 3    | Cercle de Joachim SC   | 0   | 2 | 0 | 0 | 2 | 1  | 3  | -2   |  | Cercle de Joachim SC       |  |     |     |

## Finale
Elle met en lice, comme à chaque fois depuis la création de l'épreuve, un club malgache dont les clubs dominent la Zone A, quant à la Zone B c'est un club réunionnais, dont c'est la quatrième présence en cinq éditions, qui la représentera.

### Aller
| 24 octobre 2015 20h00 GMT | Saint-Pauloise FC | 1 - 1 | CNAPS Sport | Stade Paul-Julius-Bénard, Saint-Paul      |                                           |
|                           | Alpou 73e (pen.)  |       | 63e Niasexe | Spectateurs : 259 Arbitrage : Steve Dubec | Spectateurs : 259 Arbitrage : Steve Dubec |

### Retour
| 13 décembre 2015 19h00 GMT | CNAPS Sport                                               | 5 - 2 | Saint-Pauloise FC | Stade Alexandre Rabemananjara, Majunga |  |
|                            | Ratolojanahary 12e (pen.) · Rakotoarimalala 24e, 71e, 86e |       | 44e, 54e Antoine  |                                        |  |